# Långtjärnen (Norra Råda socken, Värmland)
Långtjärnen är en sjö i Hagfors kommun i Värmland och ingår i Göta älvs huvudavrinningsområde. Sjön är 16 meter djup, har en yta på 0,262 kvadratkilometer och befinner sig 173,5 meter över havet.

## Delavrinningsområde
Långtjärnen ingår i det delavrinningsområde (665395-136579) som SMHI kallar för Inloppet i Lakenesjön. Medelhöjden är 278 meter över havet och ytan är 37,97 kvadratkilometer. Det finns inga avrinningsområden uppströms utan avrinningsområdet är högsta punkten. Lovisebergsälven (Välån) som avvattnar avrinningsområdet har biflödesordning 2, vilket innebär att vattnet flödar genom totalt 2 vattendrag innan det når havet efter 338 kilometer. Avrinningsområdet består mestadels av skog (88 procent). Avrinningsområdet har 0,79 kvadratkilometer vattenytor vilket ger det en sjöprocent på 2,1 procent.